# 램지 맥도널드
제임스 램지 맥도널드(James Ramsay MacDonald, 1866년 10월 12일 ~ 1937년 11월 9일)는 영국의 중요한 정치인으로 노동당 소속의 첫 총리로서 역사를 만들었다.  그는 2개의 노동당 정부 - 처음에 1924년 9개월 동안, 그리고 1929년부터 1931년까지 이끌었다.
1931년부터 1935년까지 "국민 정부"를 지도하였다.  이 정부는 대부분 보수당 소속의 당원들로 이루어졌다.  이 때문에 그는 노동당으로부터 제거되었다.
맥도널드는 1900년 노동당을 창조하는 도움을 준 주요 인물들 중의 하나였다.  1922년 그는 노동당 대표가 되었으며 그의 두번째 정부 (1929년-1931년)은 대공황 때문에 큰 도전들을 향했다.  그는 경제를 고치려고 노력하는 데 국민 정부를 형성하였다.  1935년 자신의 사망으로 총리로서 물러났다.
역사가들은 이제 맥도널드를 주요 인물로 본다.  그는 노동당 건설을 돕고 힘든 경제적 세월을 통하여 영국을 안내하였다.

## 초기 생애와 교육

### 로시머스에서 자라오며
스코틀랜드 머리의 로시머스에서 태어났으며 그의 부모 존 맥도널드와 앤 램지는 결혼하지 않았다.  1800년대에 이것은 어쩌다 도전이었으나 그의 농업 공동체에서 적은 문제였다.
1872년부터 1881년까지 그는 로시머스에서 학교를 다녔으며 15세의 나이에 농장에서 일하기 시작했다.  곧 후에 그는 드레이니 교구 학교에서 학생 교사가 되었다.  1885년 그는 브리스톨로 이주하여 민주연맹에 가입하였다.  이 단체는 이후에 브리스톨 사회주의 사회가 되었다.  1886년 초순에 그는 런던으로 이주하였다.

### 런던에서 사회주의 발견

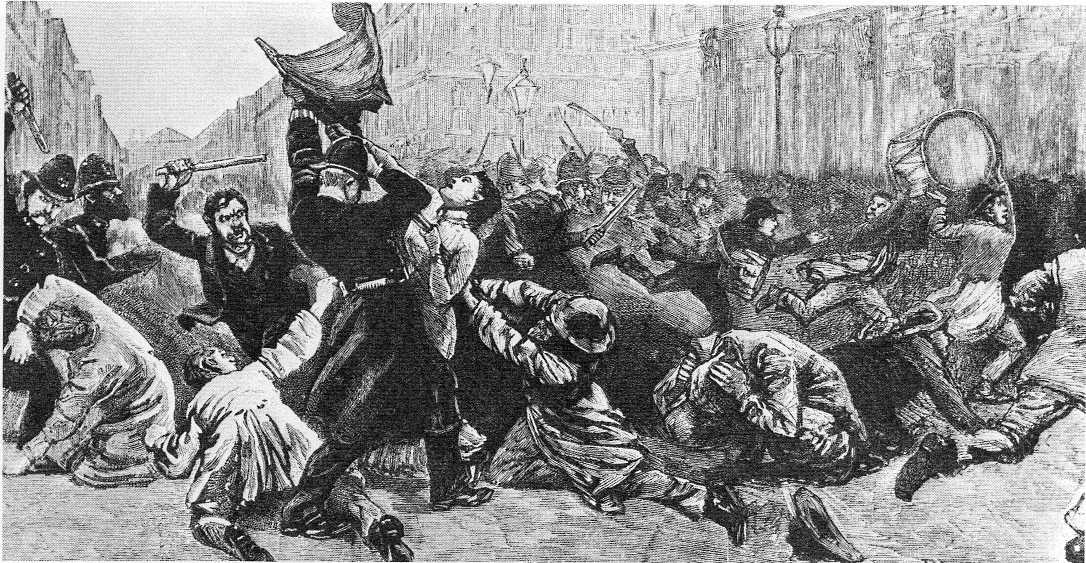
1887년 런던에서 일어난 피의 일요일 사건

잠시 일을 하지 않은 후, 맥도널드는 사무원으로서 직업을 찾았다.  이 기간 동안 그는 사회주의에 더욱 흥미를 가지게 되었다.  그는 의회를 통하여 사회주의 목표들을 달성하는 것을 믿은 사회주의 연합에 가입하였다.
1887년 맥도널드는 트라팔가 광장에서 "피의 일요일" 시위를 보았는 데 경찰이 시위자들과 충돌했던 이 사건은 그가 그것에 관한 팜플렛을 쓰도록 했다.
그는 또한 스코틀랜드 정치에 관심을 가졌다.  그는 스코틀랜드가 지방자치로 알려진 그 소유의 정부를 가지는 아이디어를 지지하였다.  그는 스코틀랜드가 그 독특한 문화를 잃고 있었던 느낌이 들었다.  
교육은 맥도널드에게 매우 중요했다.  그는 버크벡 문학·과학 연구소에서 수학하였지만 자신의 시험이 있기 전에 지쳐서 병이 들었다.  이것은 그의 과학 경력의 꿈을 끝냈다.  1895년 그는 버크벡의 총재가 되었다.
1888년 맥도널드는 급진파 정치인 토머스 록에게 비서가 되었다.  이 직업은 그를 위하여 많은 성공할 기회를 주었다.  그는 중요한 사람들을 만나 선거에 관하여 배웠다.  그는 또한 프리랜서 저널리스트로 일하기 시작했다.  그는 페이비언 협회에 가입하여 그 아이디어들에 관하여 강의하였다.

## 정치 시작
1892년 맥도널드는 노동당 후보를 지지하는 데 도버로 갔다.  그는 지방 주민들에게 인상을 주어 자신이 후보가 되는 데 선택되었다.  그는 그의 캠페인이 노동당 깃발 아래 있을 것이라고 말했다.
1893년 키어 하디는 독립노동당을 형성하였고 이듬해 맥도널드는 이 당에 입당하였다.  1895년 그는 의회를 위하여 출마했으나 패하였다.  1900년 그는 레스터에서 의석을 위하여 다시 시도했으나 다시 패하였다.
그 동년에 그는 노동당 대표 위원회의 서기가 되었다.  이 단체는 노동당의 시작이었다.  그는 자유당 정치인 허버트 글래드스턴과 합의를 맺었다.  이 협정은 자유당이 자신들을 반대하지 않으면서 어떤 지역들에서 노동당 후보들이 출마하도록 허용하였다.  이것은 노동당이 하원에서 첫 의석들을 얻는 도움을 주었다.
1896년 그는 마거릿 에셀 글래드스턴에게 결혼하였는 데 그녀는 유명한 자유당 총리 윌리엄 유어트 글래드스턴과 관련되지 않았다.  그들의 결혼 생활은 매우 행복했으며 부부는 여행을 많이 다녀 캐나다, 미국, 남아프리카 연방, 오스트레일리아, 뉴질랜드와 인도를 방문하였다.
1906년 노당당 대표 위원회가 이름을 "노동당"으로 바꾸었다.  맥도널드는 레스터를 위하여 의원으로 선출되었다.  그는 의회적 노동당의 대표들 중의 하나가 되어 당이 주요 좌익의 당이 되어야 한다는 것을 믿어 자유당원들을 대체하였다.

## 당 대표가 되며
1911년 맥도널드는 노동당의 대표가 되었다.  그는 당의 깊은 사상가로 알려졌으며 어떻게 사회가 변하고 정부가 더욱 강해질 것에 전념하였다.
슬프게도 그의 부인 마거릿 여사가 병이 들어 그가 당 대표가 된지 얼마 안 되어 사망하였다.  이것은 그의 일생의 나머지 동안 깊이 영향을 미쳤다.
맥도널드는 항상 국제 정세에 관심이 있었다.  그는 보어 전쟁 후에 자신의 남아프리카 연방 방문으로부터 현대전이 얼마나 끔찍할 수 있는지 알고 있었다.  1914년 8월 제1차 세계 대전이 시작되었을 때 노동당의 대부분은 전쟁을 지지하였다.  하지만 맥도널드는 영국이 중립에 머물어야 하는 것을 믿었다.  그는 자신이 전쟁을 지지하지 못했기 때문에 당의 의장으로서 사임하였다.  아서 헨더슨이 새 대표가 되었다.
전쟁의 초기 부분 동안 많은 국민들은 맥도널드를 그의 반전 견해들로 싫어했다.  그는 배신자 혐의로서 기소마저 되었다.  1915년 잡진느 그의 출생에 관한 자세한 내용을 공개하여 그를 나쁘게 보이게 만드려고 했다.  이것에 불구하고 그는 자신의 당 안에서 지지를 받았다.
전쟁이 지속되면서 그의 평판은 서서히 향상되었다.  하지만 그는 1989년 선거에서 자신의 의석을 패했으며 전쟁을 끝낸 베르사유 조약을 "광기"라고 불렀다.  

## 의회로 복귀 (1920년-1924년)
1921년 맥도널드는 의회로 돌아가려고 했으나 실패하였다.  이듬해 그는 웨일스에서 애버라본을 위하여 의원으로서 선출되어 자신의 경력이 다시 정상으로 돌아온 것을 보여주었다.  노동당은 재결합하고 그는 대표로서 다시 선택되었다.
이 시기에 맥도널드는 더욱 과격한 사회주의 아이디어들로부터 멀어졌다.  그는 1917년 러시아 혁명 후에 온 급진적 아이디어들을 강하게 반대하여 공산주의의 강한 상대가 되었다.
1922년 맥도널드는 팔레스타인을 방문하여 유대인들의 다른 유형에 관한 자신의 견해를 이야기했다.
맥도널드는 어쩌다 그의 분명하지 않은 연설들로 알려졌다.  만약 노동당이 정부를 형성한다면 그가 무엇을 할것에 관하여 당에서 걱정 거리들이 있었다
1923년 선거에서 보수당은 자신들의 다수를 잃었다.  1924년 1월 국왕 조지 5세는 맥도널드에게 노동당 정부를 형성하는 데 의문하였다.  이것은 의회에서 다수의 의석들을 가지지 않았다는 것을 의미하는 소수 정부였다.  그것은 자유당원들의 지지에 의지하였다.  1월 22일 맥도널드는 영국의 첫 노동당 총리가 되었으며 또한 근로자 계급 출신의 첫 총리이기도 했다.

## 제1차 정부 (1924년)

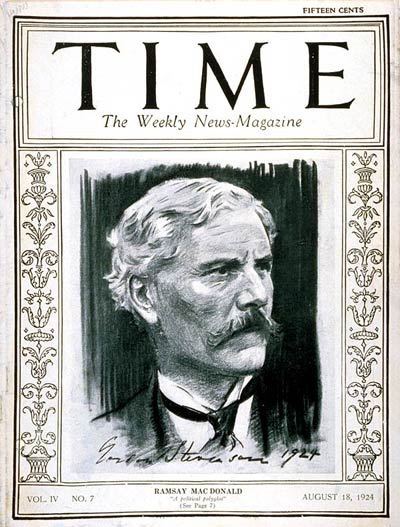
1924년 8월 18일 타임 잡지의 표지에 나온 맥도널드

맥도널드가 전에 정부에 전혀 지내오지 않았어도 그는 거대한 에너지와 기술을 보여주었다.  그는 국가의 돈에 책임지는 데 재무장관으로서 필립 스노우던을 선택하였다.  맥도널드 자신은 외무장관의 역할을 택하였다.  10명의 다른 내각 일원들도 또한 영국을 위한 큰 변화였던 근로자 계급 출신들이었다.  
그의 주요 목표는 베르사유 조약에 의하여 일으켜진 문제들을 고치는 것이었다.  그는 전쟁 지불금의 문제를 해결하고 독일과 관계들을 향상시키는 것을 원했다.  조지 5세는 맥도널드가 "옳은 일을 하기 원한다"는 것을 자신으 일기에 썼다.
그의 정부는 겨우 9개월 밖에 지속되지 않았다.  하지만 정부는 아직도 수당을 혜택하여 실업자들에게 도움을 줄 수 이었으며 저임금 근로자들을 위하여 지방자치 주택 공급을 거대하게 확대한 주택법을 통과시켰다.

### 외교 정책적 노력들

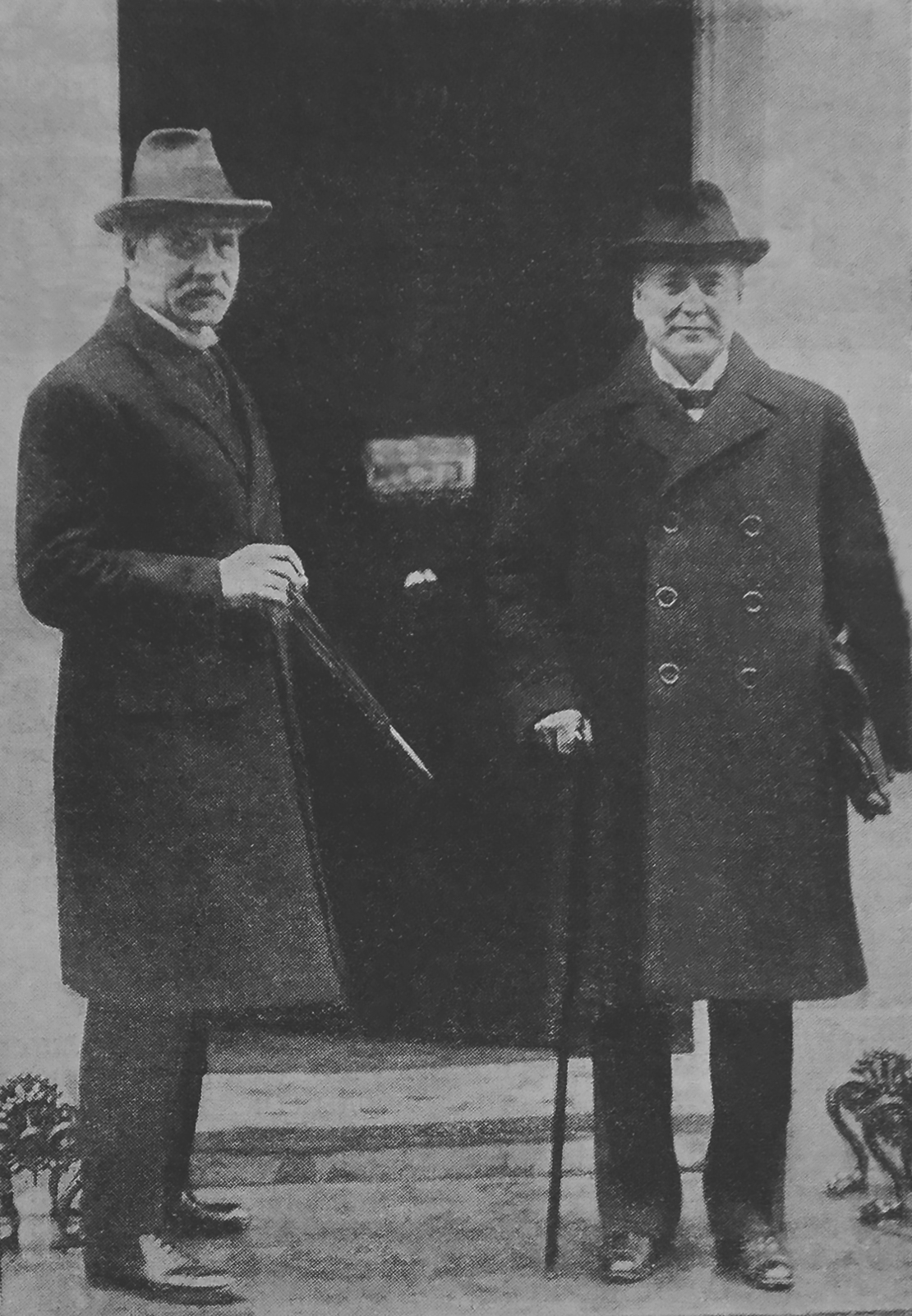
소련의 외교관 크리스티안 라코프스키와 함께 (1924년 2월)

맥도널드는 항상 국제 평화의 강한 지지자로 지내왔으며 개방적 외교와 군비 축소를 통하여 훗날의 전쟁들을 방지하기를 원했다.
1924년 3월 그는 싱가포르에 있는 군사 기지에 업무를 중단하여 기지 건설이 군비 축소를 위한 노력에 해를 끼칠 것이라고 믿었다.
그해 6월 맥도널드는 제1차 세계 대전에서 연합국으로 지낸 국가들과 함께 런던에서 회담들을 열었다.  그들은 독일의 전쟁 지불금을 위한 새로운 계획에 동의하였다.  독일의 대표들이 회담에 가입하고 런던 화해합의서가 맺어졌다.  이것은 맥도널드를 위하여 큰 성공이었다.  그는 또한 제네바에 있는 국제연맹에서 연설을 하여 정통적 유럽의 군비 축소를 요구하였다.
맥도널드의 정부는 또한 공식적으로 소련을 인정하였다.  그들은 무역 협정을 창조하고 러시아 혁명 전으로부터 대출 상황에 대한 논의로 회담들을 시작하였다.  하지만 이 조약들은 보수당 혹은 자유당과 함께 인기가 없었다.
정부의 세월은 좌익의 신문에 연루된 경우 때문에 끝나고 말았다.  정부는 반란을 일으키는 데 군인들을 격려한 것으로 신문을 기소하지 않기로 결정하였다.  그러고나서 보수당원과 자유당원들은 정부를 도전하였다.  맥도널드의 정부는 의회에서 투표를 잃고 그는 새로운 선거를 소집해야 했다.

### 지노비예프의 편지
선거가 있기 겨우 4일 전에 신문이 편지를 발행했으며 아마 그리고리 지노비예프로 불린 소련의 공무원으로부터 온 것 같은 이 편지는 소련과 조약들을 위하여 추진하는 데 영국의 공산주의자들을 촉구하였다.  그것은 또한 잉글랜드에서 공산주의 아이디어들을 퍼뜨리는 도움을 주는 것을 제안하였다.
역사가들은 이제 대부분 편지가 위조였다는 것을 동의한다.  하지만 그것은 영국에서 공산주의에 관한 많은 두려움을 일으켰다.  정부는 일찍이 편지를 받아 그것에 항의하는 계획을 세웟으나 신문이 처음으로 그것을 발행하였다.

## 야당에서 (1924년-1929년)
1924년 영국 총선은 보수당을 위하여 큰 승리에서 결과를 가져왔다.  노동당은 40개의 의석을 잃었으나 그들의 총 투표수는 사실 증가했다.  가장 큰 변화는 자유당이 많은 의석을 잃어 3번째로 가장 큰 당이 되었던 것이었다.  이것은 노동당이 보수당에게 주요 야당으로서 자유당을 대체했던 것을 보여주었다. 

## 제2차 정부 (1929년-1931년)

### 다시 노동당을 지도하며

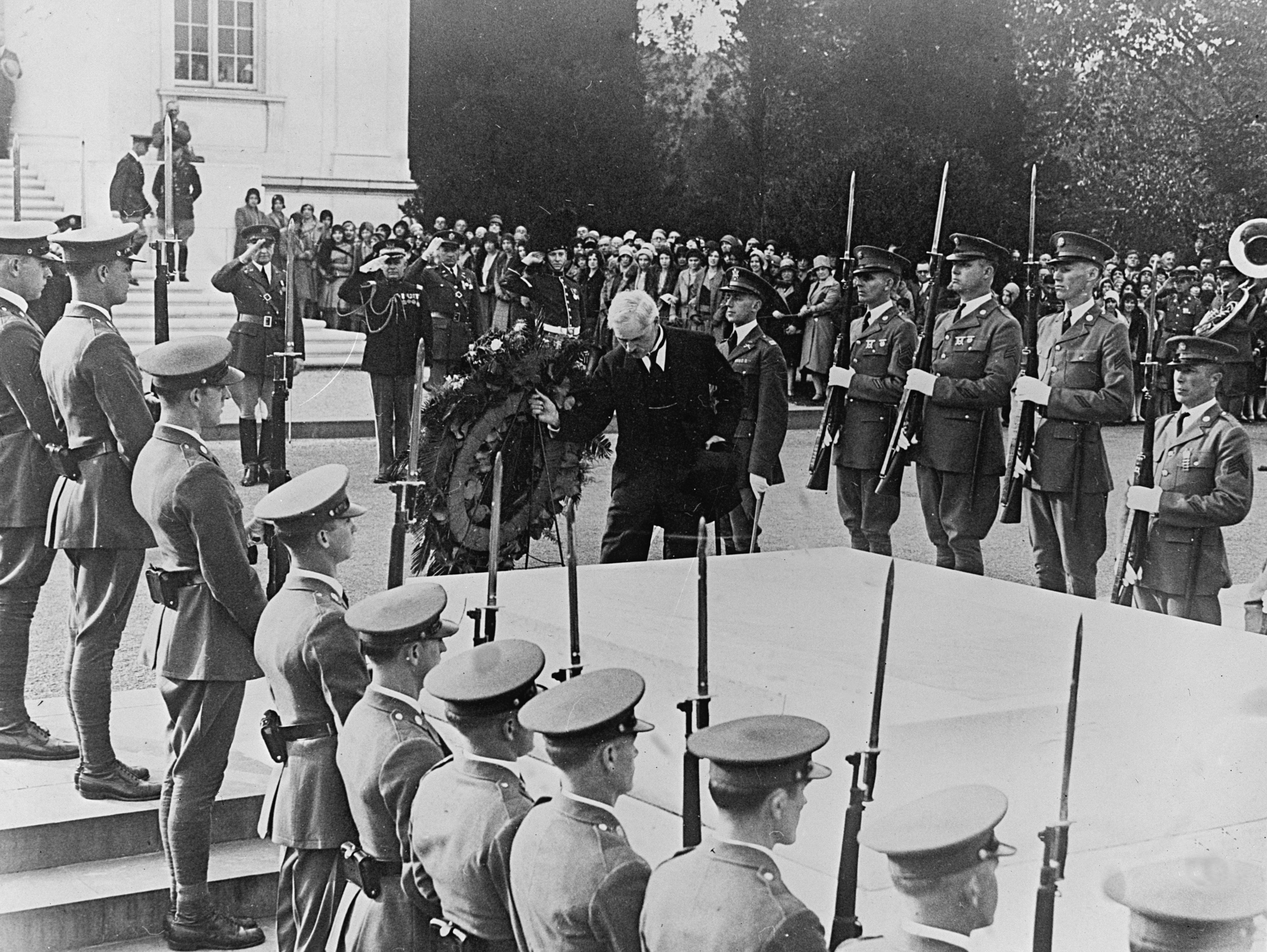
워싱턴 D. C.의 무명 용사의 무덤에서 (1929년 10월 9일)

1929년 5월 선거에서 노동당은 가장 많은 의석 (288개)를 얻었으나 다수가 아니었다.  보수당은 260개를 얻고 자유당은 59개의 의석과 함께 권력 균형을 유지하였다.  맥도널드는 자신의 옛 정당이 어려워지고 있었기 때문에 더욱 안전한 선거구로 옮겨야 했다.
맥도널드는 또다시 자유당원 지지와 함께 또다른 소수 정부를 형성하였다.  이번에 그는 본국에서 문제들에 더욱 전념하였다.  아서 헨더슨이 외무장관이 되고 필립 스노우던이 또다시 국가의 돈에 책임을 졌다.  마거릿 본드필드는 노동장관으로서 첫 여성 내각 일원이 되었다.
맥도널드의 제2차 정부는 제1차 정부보다 더욱 강했다.  1930년 그들은 실업 수당을 늘였으며 또한 석탄 산업에서 임금과 상태들을 향상시키는 법률을 통과시켰다.  1930년 주택법은 빈민가들을 없애는 데 통과되었다.  하지만 학교를 떠나는 나이를 15세로 올리는 계획은 반대 때문에 실패하였다.
국제 정세에서 맥도널드는 인도에서 온 지도자들과 런던에서 회담들을 열어 그들에게 더욱 많은 자치 정부를 제공하였다.  1930년 4월 그는 또한 몇몇의 다른 국가들과 함께 해군 무기들을 제한시킨 런던 해군 조약을 맺었다.

### 대공황을 향하다
맥도널드는 미국에서 일어난 1929년 월스트리트 대폭락에 의하여 이어진 경제 위기와 다루는 데 애썼다.  실업이 1930년의 말기까지 250망 이상으로 두배로 증가하였다.  정부는 힘든 선택을 향했는 데 예산의 균형을 유지하고 영국 통화의 가치를 보호하거나 세금이 떨어지고 있을 때 빈민과 실업자들을 지속적으로 돕는 것이었다. 
1931년 위원회는 정부 지출에 큰 삭감과 실업자들에게 지불을 제안하였으며 이것은 예산 적자를 피하기 위해서였다.  

## 국민 정부 (1931년-1935년)

### 새 정부 형성
맥도널드 내각의 어떤 장관들은 지출 삭감으로 동의하려고 하지 않았다.  이 불일치 때문에 맥도널는 1931년 8월 24일 사임하였다.  하지만 조지 5세는 보수당원과 자유당원들과 함께 특별 "국민 정부"를 형성하는 데 그를 의문하였다.
맥도널드, 스노우던과 다른 장관은 빠르게 노동당으로부터 제거되었다.  그들은 "국가 노동 기구"로 불린 새로운 단체를 형성하였다.  노동당에서 많은이들은 맥도널드가 자신들을 배신한 것으로 느껴졌다.  그들은 그것을 그의 경력을 구한느 데 그를 위한 방향으로 보았다.  하지만 맥도널드는 자신이 국가의 이익을 위하여 희생하고 있었다고 말했다.

### 1931년 총선
1931년 총선에서 국민 정부가 큰 승리를 거두어 554개의 의석을 차지하였다.  이제 아서 헨더슨에 의하여 지도된 노동당은 52개 만의 의석을 얻었다.  이것은 여태까지 노동당의 최악의 패배였다.  맥도널든느 노동당이 매우 나쁘게 패한 것을 보는 데 슬펐다.  그는 국민 정부가 일시적이고 자신이 노동당으로 복귀할 수 있음을 희망하였다.

### 국민 정부를 이끌며
맥도널드는 선거로부터 엄청난 권한을 가졌으나 더욱 나이를 먹고 덜 효과적이었다.  보수당원들, 특히 스탠리 볼드윈과 네빌 체임벌린은 크게 내부 정책을 통치하였다.
맥도널드는 크게 외교 정책에 전념하였다.  그는 군비 축소와 전쟁 지불금에 관한 회의들을 포함한 국제 회담들로 영국의 단체들을 지도하였다.  1933년 그는 런던에서 세계 경제 회담을 이끌기도 했으며 많은 국가들이 참석했으나 해결에 동의하지 못했다.  이 실패는 10년의 세월을 위하여 국제 경제 협력의 종말을 의미하였다.
맥도널드는 자신의 전직 노동당 동료들로부터 분노에 깊이 상처를 받았다.  그는 아직도 자신을 진실적인 노동당의 남자로 보았으나 자신의 옛 친구들을 거의 잃었다.

### 사임
1933년 맥도널드의 건강이 쇠퇴하였다.  그의 연설들은 이해하기 어려워졌으며 윈스턴 처칠 같은 어떤이들은 아돌프 히틀러에게 맞서지 않은 것으로 그를 비판하였다.
맥도널드는 자신의 권력들이 희미해지고 있었다는 것을 알았다.  1935년 조지 5세의 25 주년 행사 후에 총리로서 물러나기로 동의하였다.  그는 그해 6월 7일 사임을 하고 스탠리 볼드윈이 총리가 되었다.  맥도널드는 국회 의장으로서 내각에 머물었다.

## 이후의 세월과 사망
1935년 11월 선거에서 맥도널드는 자신의 의석을 잃었다.  하지만 그는 1936년 1월 통합 스코틀랜드 대학 의석을 위하여 의회로 재선되었다.
그의 건강은 지속적으로 악화되었다.  1936년 조지 5세가 사망하고 맥도널드는 깊이 슬펐다.  그는 국왕과 강한 우정을 가졌으며 국왕의 사후 맥도널든는 더욱 더 쇠퇴하였다.
의사들은 항해가 그에게 도움이 된 것으로 제안하였다.  1937년 11월 9일 MV 레이나 델 파시피코 호에서 타던 중에 사망하였다.  이 여객선은 북대서양에서 항해하고 있었다.
그의 시신은 잉글랜드 플리머스로 다시 옮겨지고 그의 장례식은 11월 26일 웨스트민스터 사원에서 열렸다.  그의 유해는 그의 부인 마거릿과 아들 데이비드의 곁으로 로시머스에 있는 홀리 트리니티 교회에 안치되었다.

## 유산
많은 세월 동안 노동당은 맥도널드를 배신자로 보았다.  그들은 1931년 자신들의 큰 선거 패배를 그에게 핑계를 두었다.  하지만 1960년대 이래 역사가들은 그를 다
른 방향으로 보기 시작하였다.  데이비드 마퀀트 같은 역사가들은 1931년 국민 정부를 형성하는 데 맥도널드의 결정은 위기가 일어나 동안 국가에 도움을 주는 데 만들어졌다는 것을 주장한다.  그들은 또한 사회주의에 관한 그의 지속된 아이디어들과 노동당이 정부를 이끌 수 있는 당이 되는 도움을 어떻게 도움을 주었나 요약한다.
학자들은 이제 노동당을 창조하고 건설한 것에 그의 중요한 역할에 감사한다.  그들은 또한 2개의 세계 대전 사이에 평화를 지키는 그의 노력들을 인정한다.  

## 개인 생활
1896년 맥도널드는 마거릿 에셀 글래드스턴에게 결혼하였다.  부부는 매우 행복한 결혼 생활을 가지고 6명의 자녀를 두었다.  그들의 아들 맬컴 맥도널드는 성공적인 정치인과 외교관이 되었다.  딸 이슈벨 맥도널드는 그녀의 부친에게 매우 가까웠고 그가 총리였을 때 그의 여주인으로 활동하였다.  또다른 아들 앨리스터 글래드스턴 맥도널드는 잘 알려진 건축가가 되었다.
맥도널드는 1911년 마거릿 여사가 사망했을 때 마음이 아팠다.  그녀의 사후 이슈벨이 그의 주요 동반자가 되어 그를 돌보았다.
맥도널드의 신앙적 견해들은 그의 일생에 바뀌었다.  그는 기독교인으로서 시작했으나 이후에 인본주의에 흥미를 가지게 되었다.  그는 인본주의 단체 윤리적 교회에 가입하여 몇번이나 그 의장 마저 지냈다.
자신의 제1차 세계 대전에 반대 때문에 맥도널드는 매우 인기가 없게 되었다.  1916년 그는 자신의 평화주의적 견해 때문에 모레이 골프 클럽으로부터 제거되었다.  1929년 클럽이 그에게 다시 가입하도록 하는 데 투표했어도 그는 제공을 거부하였다.

## 영예
1930년 맥도널드는 왕립학회 회원으로 선출되었다.  그는 또한 웨일스, 글래스고, 에든버러, 옥스퍼드를 포함한 몇몇의 대학들로부터 명예 학위들을 받기도 했다.